# 董旻
董 旻（とう びん）は、中国後漢末期の武将。字は叔穎。本貫は涼州隴西郡臨洮県。父は董君雅。兄は董擢・董卓。

## 生涯
光熹元年（189年）8月、何進が十常侍によって暗殺された時、董旻は奉車都尉の官にあった。この時、何進の旧臣の呉匡は、何進を殺害したのは彼と不仲だった弟の何苗だと訴えた。董旻は呉匡と行動を共にし、兵を率いて、何苗を殺害した。
初平2年（191年）までに兄の董卓が後漢の大権を握り、一族は揃ってその朝廷に連なる。董旻の位は左将軍・鄠侯に昇った。
初平3年（192年）、董卓が王允・呂布らによって暗殺される。郿の砦にいた董旻ら一族は、皇甫嵩の攻撃を受けて滅ぼされた。
羅貫中の小説『三国志演義』でも、史実に準じた立場で登場。やはり最期は皇甫嵩の討伐を受け、斬首刑に処される（第9回）。